# Блаж (сликар)
Блаж Дуброчанин (16. век) био је дубровачки сликар.

## Биографија
Блаж Дубровчанин је осликао гробну црквицу Светог Духа у селу Нова Вас код Шушњевице у Истри. Тамо се, уз фреске бројних светаца, налазе и три његове познате фреске: Поклонство мудраца, Јудин пољубац и Христ пред Пилатом.